# Giovanni Attilio Pozzo
Giovanni Attilio Guglielmo Pozzo (Genova, 1º gennaio 1876 – Genova, 6 maggio 1965) è stato un imprenditore e politico italiano.
Fu amministratore delegato della Shell italiana (società "NAFTA") per circa 20 anni, a partire dal 1919, e presidente della stessa dal 1923. Sotto la sua gestione la Shell italiana conobbe una rapida crescita ed espansione, grazie anche ai buoni rapporti politici tra lo stesso Pozzo, nominato Senatore nel 1933, e il governo fascista. Lasciò la società il 27 aprile 1939. Dopo la guerra, Pozzo fu dichiarato decaduto dalla carica il 10 gennaio 1946; dopo il ricorso dell'interessato, nel luglio dello stesso l'ordinanza di decadenza fu revocata e l'incarico di Senatore fu confermato, riconoscendo quindi l'assenza di un diretto sostegno al regime da parte di Pozzo.